# صندل (شجر)

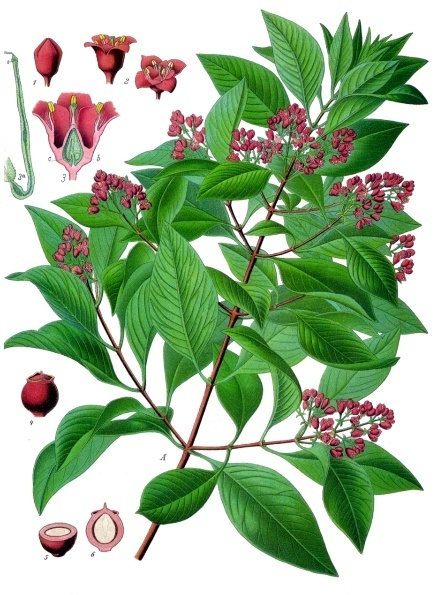
الصندل الأبيض

الصَنْدَل هو جنس أشجار له استعمالات طبية.
شجرة الصندل نبات طفيلي، يتراوح ارتفاعه بين 8 - 10م، يتطفل على الأشجار القريبة فيتعلق عليها، تقطع هذه الشجرة بعد مرور عشر سنوات على نموها، ويستعمل جوفها الأصفر البني لصناعة خلاصة الصندل بالتقطير.
ينتشر الصندل في دول الصين والهند والفلبين وأندونيسيا.

## من أنواعه
- الصندل الأبيض (باللاتينية: Santalum album)